# Altagène
Altagène [altaʒɛn] est une commune française située dans la circonscription départementale de la Corse-du-Sud et le territoire de la collectivité de Corse. Le village appartient à la piève de Tallano, en Alta Rocca.

## Géographie

### Communes limitrophes
Les communes limitrophes sont  Levie, Mela, Quenza, Sainte-Lucie-de-Tallano et Zoza.

## Urbanisme

### Typologie
Au 1er janvier 2024, Altagène est catégorisée commune rurale à habitat très dispersé, selon la nouvelle grille communale de densité à sept niveaux définie par l'Insee en 2022.
Elle est située hors unité urbaine. Par ailleurs la commune fait partie de l'aire d'attraction de Propriano, dont elle est une commune de la couronne,. Cette aire, qui regroupe 13 communes, est catégorisée dans les aires de moins de 50 000 habitants,.

### Occupation des sols
L'occupation des sols de la commune, telle qu'elle ressort de la base de données européenne d’occupation biophysique des sols Corine Land Cover (CLC), est marquée par l'importance des forêts et milieux semi-naturels (78,4 % en 2018), une proportion identique à celle de 1990 (78,4 %). La répartition détaillée en 2018 est la suivante : 
forêts (78,4 %), prairies (17,6 %), zones agricoles hétérogènes (4 %). L'évolution de l’occupation des sols de la commune et de ses infrastructures peut être observée sur les différentes représentations cartographiques du territoire : la carte de Cassini (XVIIIe siècle), la carte d'état-major (1820-1866) et les cartes ou photos aériennes de l'IGN pour la période actuelle (1950 à aujourd'hui).

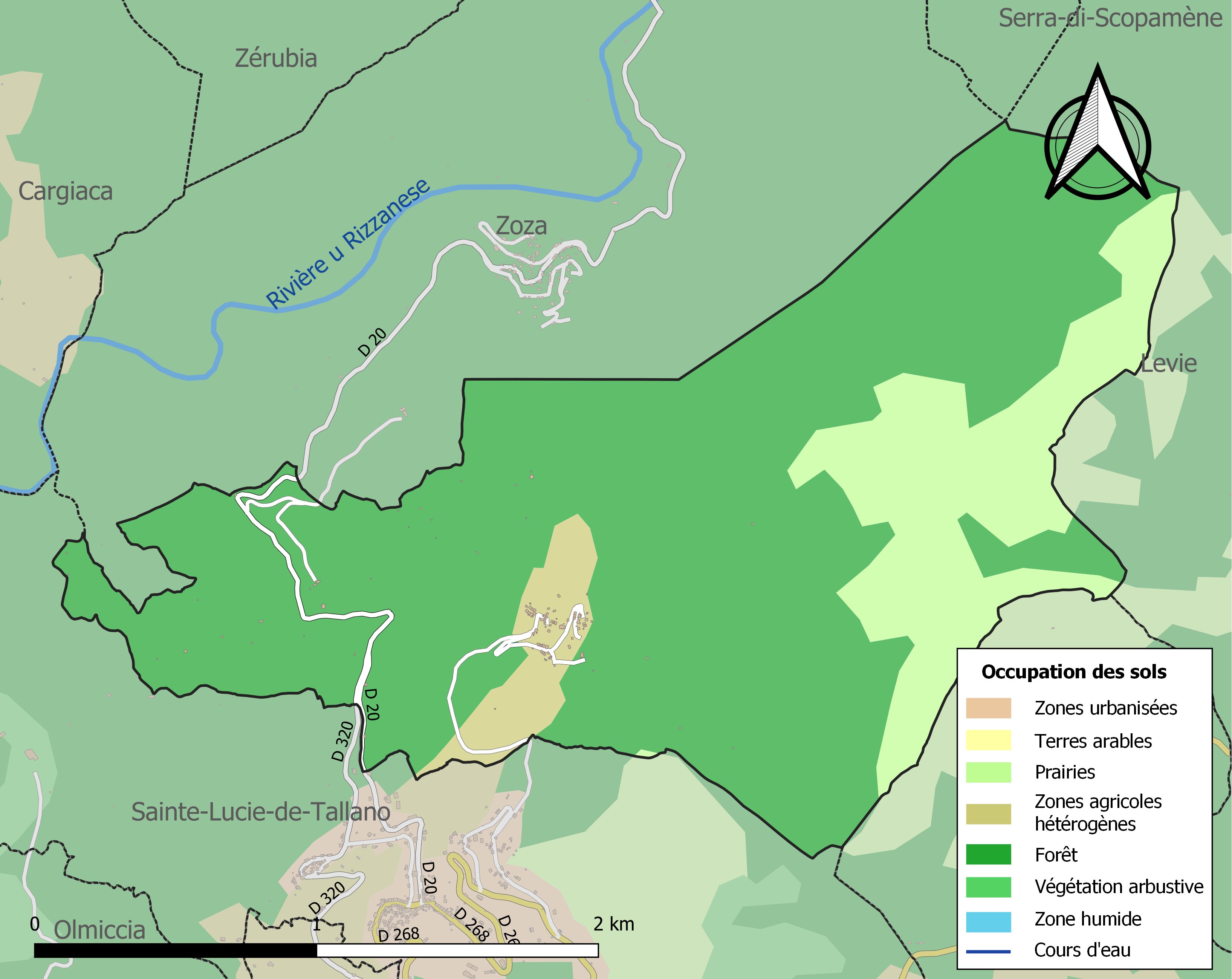
Carte des infrastructures et de l'occupation des sols de la commune en 2018 (CLC).

## Toponymie
En corse la commune se nomme Altaghjè.

## Politique et administration
| Période                                  | Période  | Identité              | Étiquette | Qualité |
| ---------------------------------------- | -------- | --------------------- | --------- | ------- |
| avant 1981                               | ?        | Pierre Biancarelli    |           |         |
| 1995                                     | 2014     | François Simonpietri  |           |         |
| 2014                                     | En cours | Toussaint Simonpietri | SE        | Artisan |
| Les données manquantes sont à compléter. |          |                       |           |         |

## Démographie

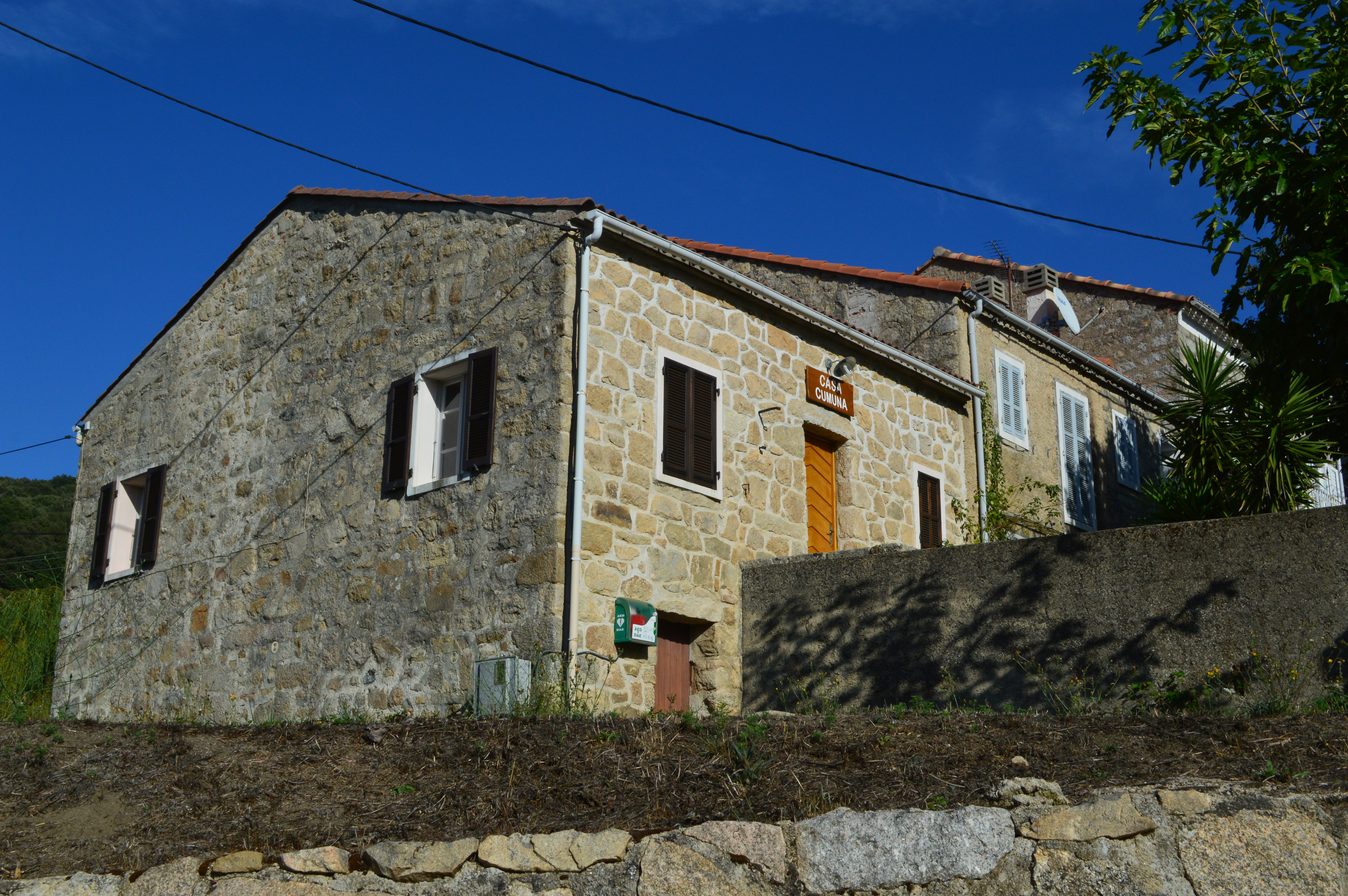
La mairie.

L'évolution du nombre d'habitants est connue à travers les recensements de la population effectués dans la commune depuis 1800. Pour les communes de moins de 10 000 habitants, une enquête de recensement portant sur toute la population est réalisée tous les cinq ans, les populations de référence des années intermédiaires étant quant à elles estimées par interpolation ou extrapolation. Pour la commune, le premier recensement exhaustif entrant dans le cadre du nouveau dispositif a été réalisé en 2008.

En 2022, la commune comptait 54 habitants, en évolution de +17,39 % par rapport à 2016 (Corse-du-Sud : +7,61 %, France hors Mayotte : +2,11 %).
| 1800 | 1806 | 1821 | 1831 | 1836 | 1841 | 1846 | 1851 | 1856 |
| ---- | ---- | ---- | ---- | ---- | ---- | ---- | ---- | ---- |
| 138  | 203  | 224  | 263  | 279  | 251  | 369  | 357  | 276  |

| 1861 | 1866 | 1872 | 1876 | 1881 | 1886 | 1891 | 1896 | 1901 |
| ---- | ---- | ---- | ---- | ---- | ---- | ---- | ---- | ---- |
| 280  | 277  | 253  | 261  | 250  | 252  | 229  | 246  | 319  |

| 1906 | 1911 | 1921 | 1926 | 1931 | 1936 | 1946 | 1954 | 1962 |
| ---- | ---- | ---- | ---- | ---- | ---- | ---- | ---- | ---- |
| 331  | 281  | 323  | 300  | 300  | 327  | 95   | 106  | 80   |

| 1968 | 1975 | 1982 | 1990 | 1999 | 2006 | 2008 | 2013 | 2018 |
| ---- | ---- | ---- | ---- | ---- | ---- | ---- | ---- | ---- |
| 63   | 56   | 45   | 30   | 41   | 49   | 51   | 46   | 52   |

| 2022 | - | - | - | - | - | - | - | - |
| ---- | - | - | - | - | - | - | - | - |
| 54   | - | - | - | - | - | - | - | - |

## Lieux et monuments
- Église San-Pantaleone d'Altagène.

## Personnalités liées à la commune
Le champion du monde de football Lilian Thuram a séjourné deux jours à Altagène à l'occasion de sa visite en Corse-du-Sud, dans le cadre de la fondation Lilian Thuram contre le racisme et pour l'égalité. Il est intervenu dans les collèges de Propriano et Levie à ce titre.
Altagène est également le village d'origine du chef cuisinier Jean-Baptiste Lavergne, du journaliste Alex Panzani, du sculpteur Ange-François Félix et du cinéaste documentariste Yves Montmayeur.

## Culture
Le village organise en juillet des rencontres culturelles rassemblant des écrivains, des cinéastes et des artistes. La troisième édition de « AltaLeghje, les Rencontres culturelles » s'est tenue du 21 au 23 juillet 2017 avec comme invitée d'honneur Maylis de Kerangal et parmi les intervenants l'archéologue sarde Angela Antona, Dominique Cabrera, Rinatu Coti (co), Alain Di Meglio (linguiste, poète et parolier), Marie Dorléans, Micaëla Etcheverry, Alfonso Femia (architecte italien), Ceccè Ferrara, Marie Ferranti, Jérôme Ferrari, Dan Franck, Lionel Giacomini, Laure Limongi, Alain Luciani (dessinateur de presse), Angèle Paoli (poétesse), Isabelle Jeannot-Quilichini, Kewin Peche-Quilichini (archéologue), Celia Picciocchi, Giuseppe Pisanu, Pierre-Yves Schneider (journaliste), Amelia Tavella (architecte).
AltaLeghje est présidée par Christine Siméone, journaliste à France Inter, et parrainée par Jérôme Ferrari, écrivain et prix Goncourt 2012. Son siège est à Altagène.